# 吉氏光尾海龍
吉氏光尾海龍（学名：Festucalex gibbsi），为輻鰭魚綱棘背魚目海龍魚科的其中一種，分布於西太平洋區，包括澳洲、印尼、新喀里多尼亞等海域，棲息深度22-91公尺，體長可達8公分，棲息在大陸棚，卵胎生。